# Senna harleyi
Senna harleyi är en ärtväxtart som beskrevs av Howard Samuel Irwin och Rupert Charles Barneby. Senna harleyi ingår i släktet sennor, och familjen ärtväxter. Inga underarter finns listade i Catalogue of Life.